# Joss Whedon
Joseph Hill Whedon (New York, 23 juni 1964) is een Amerikaanse scenarioschrijver en regisseur en de producent en bedenker van de televisieseries Buffy the Vampire Slayer, Angel, Firefly en Dollhouse. Hij is de regisseur en schrijver van bioscoopfilm Serenity en was als bedenker, financier, schrijver, producent en regisseur betrokken bij de productie van de internetserie Dr. Horrible's Sing-Along Blog. Ook heeft hij diverse filmscripts en strips geschreven. In 2012 werden de door Whedon geschreven en geregisseerde superheldenfilm The Avengers (een verfilming van de gelijknamige stripreeks van uitgeverij Marvel Comics), de horrorfilm The Cabin in the Woods, waar Whedon als schrijver en producent aan meewerkte, en de door Whedon geregisseerde Shakespeare-verfilming Much Ado About Nothing uitgebracht.

## Achtergrond

### Familie
Joss Whedon wordt soms omschreven als de eerste derde-generatie-televisieschrijver ter wereld. Zijn grootvader, John Whedon, was schrijver van klassieke Amerikaanse series als The Dick Van Dyke Show en The Donna Reed Show. Zijn vader, Tom Whedon, schreef onder meer voor The Electric Company en The Golden Girls.
Nadat zijn ouders scheidden woonde Joss Whedon in zijn jeugd samen met zijn moeder.
Whedons broers Zack Whedon en Jed Whedon werken ook in de televisie- en filmindustrie. Zack Whedon heeft onder andere geschreven aan de televisieseries Deadwood en John from Cincinnati van de kabelzender HBO. Jed Whedon is componist van muziek voor videospellen en films.
Joss werkt regelmatig samen met zijn broers. De broers Joss, Zack en Jed Whedon hebben samen met Jeds verloofde, actrice Maurissa Tancharoen, de internetserie Dr. Horrible's Sing-Along Blog bedacht en geschreven. Jed werkte ook mee als componist en acteur. Zack heeft bijgedragen aan de productie van Whedons televisieserie Angel. Jed Whedon en Maurissa Tancharoen werken als schrijvers aan Whedons nieuwe serie Dollhouse.

### Invloeden
Joss Whedon was als jongen een grote liefhebber van Amerikaanse superheldenstrips. Hij las vooral de strips van uitgever Marvel Comics, zoals Spider-Man en X-Men. De invloed van deze strips is regelmatig terug te vinden in zijn werk. In een interview met de Hollywood Reporter zegt Whedon zelfs dat X-Men waarschijnlijk als de belangrijkste inspiratiebron op al zijn werk is aan te wijzen.
Naast strips hield Whedon van grote zomerfilms als Star Wars en heeft hij altijd van musicals gehouden.
Hij schuwde echter ook de serieuze literatuur niet, en las als tiener het werk van Jean-Paul Sartre. Zo noemt hij La Nausée als belangrijke inspiratiebron voor de laatste Firefly-aflevering, Objects in Space.
Hoewel zijn vader voor de televisie schreef, werd er na de scheiding van zijn ouders thuis maar weinig televisie gekeken.

## Carrière

### Overzicht
Nadat Joss Whedon naar Los Angeles verhuisde kreeg hij zijn eerste schrijversbaan voor de serie Roseanne. Hij verliet de serie snel om aan een filmcarrière te werken. Hij schreef het script voor de film Buffy the Vampire Slayer en maakte een aantal jaren scripts als scriptdoctor.
Whedon werd ingehuurd om de scripts van Alien: Resurrection, Waterworld, Twister en X-Men te verbeteren. Uiteindelijk werd er maar weinig met zijn bijdragen gedaan. Whedon zegt dat zijn goede script voor Alien: Resurrection dankzij regisseur Jean-Pierre Jeunet niet tot zijn recht is gekomen. Zijn Waterworld-script werd niet gebruikt, en slechts twee van de zinnen uit Whedons versie van het script van de film X-Men zijn bewaard gebleven in de uiteindelijke versie van het script. Over het algemeen is Joss Whedon erg ontevreden over zijn werk als scriptdoctor: "Meestal vertrok ik als ik een paar grappen had bijgedragen en wat geld verdiend had en me voelde alsof ik van 't leven was beroofd," zegt hij in een interview met het filmmagazine In Focus. Over het gebruik van zijn bijdragen aan de films Speed (1994) en Toy Story (1995) is hij meer tevreden.
Toen hij gevraagd werd om een Buffy the Vampire Slayer-televisieserie te maken, keerde hij terug naar de televisie. Hij maakte nog twee series tijdens Buffy the Vampire Slayer: de Buffy-spin-off Angel en de sciencefictionserie Firefly. Whedon produceerde, schreef en regisseerde en hij heeft ook cameo's gehad in deze series.
In het begin van de 21ste eeuw kwamen deze televisieseries tot een einde. Firefly werd in 2002 tegen de zin van Whedon door Fox stopgezet, Buffy liep ten einde in 2003, en in 2004 trok de televisiezender The WB, weer tegen de zin van Whedon in, de stekker uit Angel. In 2005 werd de bioscoopfilm Serenity uitgebracht, waarin Whedon het verhaal uit Firefly voortzette.
Sinds in 2004 Angel van de televisie verdween heeft Whedon zich vooral op het schrijven van strips gericht. Daarnaast heeft hij gewerkt aan het schrijven van het script voor de bioscoopfilm Goners, die Whedon ook zou regisseren. Deze film zou worden uitgebracht door Universal Pictures. Inmiddels is het onzeker of deze film nog in productie gebracht zal worden. Whedon heeft ook veel tijd besteed aan het schrijven van Warner Bros. Pictures' versie van Wonder Woman, die hij tevens zou regisseren, maar in 2007 besloot de studio om Whedon van deze film af te halen en zijn script niet te gebruiken.
In de herfst van 2007 keerde Whedon terug naar televisie, door twee afleveringen van de Amerikaanse versie van de televisieserie the Office te regisseren. Tevens maakte hij bekend dat hij een nieuwe serie heeft bedacht, Dollhouse. Ook maakte hij bekend dat de BBC interesse heeft in zijn idee voor een televisiefilm, Ripper, een film over het personage Giles uit de televisieserie Buffy the Vampire Slayer en dat hij een nieuwe film heeft geschreven, A Cabin in the Woods.
Dollhouse stond gepland voor herfst 2008. Door de schrijversstaking in Amerika in 2007-2008 werd de productie echter verlaat, waardoor ze pas in februari 2009 op Fox verscheen. Tijdens de staking heeft Whedon onafhankelijk een internetserie, Dr. Horrible's Sing-Along Blog, geproduceerd.

### Roseanne (1988)
Toen Joss Whedon naar Los Angeles vertrok was hij niet van plan als televisieschrijver in de voetsporen van zijn vader en grootvader treden. In plaats daarvan wilde hij samen met zijn broer grote zomerfilms, waar hij als tiener van had gehouden, gaan maken. Omdat het filmmaken niet meteen slaagde kwam Whedon toch terecht bij televisie. Hij belandde bij de groep schrijvers van de Amerikaanse sitcom Roseanne. Omdat zijn werk maar weinig gebruikt werd, vertrok hij nadat hij zes afleveringen had geschreven om aan zijn filmcarrière te werken.

### Buffy the Vampire Slayer (1992)
Het oorspronkelijke idee achter Buffy kwam voort uit Whedons wens om iets te doen aan het horrorcliché van de slachtofferrol van het voor een achtervolger vluchtende door een steeg rennende meisje. Met Buffy the Vampire Slayer wilde hij het cliché omdraaien. Het achtervolgde meisje zou niet vallen en ingehaald worden, maar zich omdraaien en verweren tegen de achtervolger.
Omdat hij erg ontevreden was over de verwerking van zijn script heeft Joss Whedon zich op veel manieren geprobeerd te distantiëren van de Buffy-bioscoopfilm. Er werden tegen zijn zin in enorme veranderingen aangebracht in het script om de film vrolijker te maken. Zo werd bijvoorbeeld de tragische zelfmoord van Merrick, de hoeder van Buffy, uit het script geschrapt. Acteur Donald Sutherland, die Merrick speelde, stond er ook op om de dialoog aldoor aan te passen, waardoor veel van de woordgrappen van Whedon verloren gingen. Whedon raakte zo wanhopig over de gang van zaken dat hij midden in de productie van de set vertrok en niet meer kwam opdagen.

### Speed (1994)
Speed is van de films waar Joss Whedon in de jaren negentig het script van verbeterde een van de weinige uitzonderingen waar zijn bijdrage daadwerkelijk gebruikt werd. Bijna alle gebruikte dialoog is door hem geschreven, en hij heeft enkele belangrijke plotwendingen bedacht. De door de Writers Guild of America aangewezen schrijver Graham Yost vertelt in een interview in 2003 zelfs dat Whedon 99,8% van de dialoog van Speed geschreven heeft.

### Toy Story (1995)
Nadat Joss Whedon wegliep van de set van de Buffy-bioscoopfilm, ging hij bij de Walt Disney Studios werken, omdat hij van musicals hield. Hij wilde liedjes schrijven zoals Howard Ashman, de liedjesschrijver van de Kleine Zeemeermin en Aladdin. Hij werkte aan enkele liedjes tot hem gevraagd werd om het script voor Toy Story te bewerken. Hoewel er geen plaats was voor de liedjes die Whedon wilde schrijven, heeft hij toch een grote bijdrage kunnen leveren aan de film, en ziet hij de film als een positieve ervaring. Volgens Whedon zijn Toy Story en Speed zelfs de enige van de films waarin hij in de jaren negentig werkte, waarin het merendeel van zijn bijdragen daadwerkelijk gebruikt zijn. Whedon kreeg met de andere schrijvers die meewerkten aan Toy Story een Oscarnominatie voor het beste originele filmscript.

### Buffy the Vampire Slayer (1997-2003)
Jaren nadat hij weggelopen was van de opnames van de film Buffy the Vampire Slayer werd Whedon benaderd om het concept naar de televisie te brengen. Whedon greep de kans aan en bij de televisieserie kreeg Whedon wel de controle om het project naar zijn inzicht in te vullen. Als televisieserie werd Buffy the Vampire Slayer zowel een hit bij het publiek als geprezen door de critici.
Twee afleveringen die Whedon schreef en regisseerde werden genomineerd voor een Emmy Award. Hush in 2000 en de musical-aflevering Once More, With Feeling. Buffy was in Amerika vijf seizoenen te zien op The WB Television Network, waarna de laatste twee seizoenen te zien waren op UPN.

### Angel (1999-2004)
Angel was een spin-off van Buffy the Vampire Slayer, waarin Buffy's vriend Angel, een vampier met een ziel, de hoofdrol speelde. De serie is bedacht door Whedon en David Greenwalt. Angel begon in september 1999 op WB en eindigde in het vijfde seizoen in mei 2004.
Omdat ook Buffy the Vampire Slayer nog liep toen de serie Angel begon, moest Whedon zijn aandacht over beide series verdelen. Fans hebben vaak het gevoel dat Whedon minder betrokken was bij Angel dan bij Buffy the Vampire Slayer. Whedon geeft toe dat zijn bemoeienis bij Angel vanaf het begin anders was dan bij Buffy the Vampire Slayer. Hij kon niet altijd op de set zijn, zoals hij de eerste drie jaren van Buffy gedaan had, omdat hij zijn aandacht over Buffy en Angel moest verdelen. Ook een belangrijk verschil was dat Whedon bij Angel kon steunen op David Greenwalt, een van de eerste vaste Buffy-schrijvers. Whedon heeft wel altijd de grote verhaallijnen bepaald, maar heeft in veel mindere mate de details ingevuld dan hij gedaan heeft bij de eerste jaren van Buffy.
Tijdens het vierde seizoen van Angel ging Whedon ook Firefly produceren, en toen bleek dat Buffy dat jaar zou eindigen, richtte hij al zijn aandacht op zijn nieuwste serie. Hierdoor kon hij zich maar weinig met Angel bemoeien. Pas bij het vijfde seizoen, toen ook Firefly was stopgezet, besteedde hij veel meer tijd en aandacht aan Angel.

### Firefly (2001-2002)&Serenity (2005)
In 2002 werd Firefly, dat Whedon produceerde met Tim Minear, door Fox van de buis gehaald nadat slechts elf van de veertien afleveringen - in verkeerde volgorde - uitgezonden waren.
De uitstekende verkoop van de Firefly-dvd zorgde ervoor dat er een film naar de serie gemaakt kon worden. Het filmen hiervan begon in juli 2004 en de film, Serenity, werd op 30 september 2005 uitgebracht in de Amerikaanse bioscopen. Serenity won de 2006 Hugo Award for Best Dramatic Presentation, Long Form.

### Dollhouse
Op 1 november 2007 maakte Whedon bekend een nieuwe serie bedacht te hebben, Dollhouse. De serie gaat over een groep mensen, "actives" of "dolls" genoemd, die persoonlijkheden en herinneringen ingeprent krijgen om opdrachten uit te voeren. Na een opdracht worden hun persoonlijkheden en geheugen weer gewist en keren ze terug naar de "Dollhouse", de verblijfplaats van de "actives". Eliza Dushku, die eerder Faith speelde in Buffy the Vampire Slayer en Angel, vertolkt de hoofdrol van de "active" Echo. Tevens is Dushku inspiratie geweest voor het verhaal van de serie, en is zij producer. Angel- en Firefly-schrijver en -producer Tim Minear is ook bij het project betrokken. De dertiende aflevering die is gemaakt met de helft van het normale budget, is exclusief te zien op DVD. Dankzij de matige promotie en het uitzendtijdstip van de serie waren de kijkcijfers van het eerste seizoen ondermaats, maar toch vernieuwde Fox de show voor een tweede seizoen, dat werd uitgezonden in het najaar van 2009. Inmiddels is de serie stopgezet.

### Overig
Joss Whedon is een uitgesproken fan van de televisieserie Veronica Mars. Op de site whedonesque.com, een blog over Whedon, en op de site van het Amerikaanse entertainmentmagazine Entertainment Weekly schreef hij zeer lovende recensies voor de serie. Hoewel hij niet mee wilde schrijven aan de serie heeft hij wel in 2005 een cameo-optreden in de serie gehad.
In 2007 regisseerde Joss Whedon als gastregisseur twee afleveringen van de Amerikaanse versie van de Britse televisieserie The Office.

### The Cabin in the Woods
In 2007 maakte Whedon op Comic-Con bekend dat hij samen met Buffy the Vampire Slayer- en Angel-schrijver Drew Goddard de horrorfilm The Cabin in the Woods had geschreven. Goddard zal regisseren, Whedon zal actief zijn als producent voor United Artists. Net als hij met Buffy een einde wilde maken van het stereotype weerloze meisje, wil hij bij deze film een nieuwe draai geven aan het horrorcliché van de groep eendimensionale tieners die vast komen te zitten in een afgelegen hutje.

### Ripper (aangekondigd)
Tijdens zijn presentatie op de Comic-Con van 2007 maakte Whedon ook bekend dat hij met de BBC in overleg was geweest over de productie van de film Ripper, een Buffy-spin-off over het personage Rupert "Ripper" Giles. Al jaren wordt er gepraat over deze spin-off, maar nu zou het, volgens Whedon, daadwerkelijk kunnen gebeuren. Inmiddels is de toekomst van Ripper alweer onzeker, nu Whedon weer in de VS een televisieserie produceert.

## Filmografie

### Films
Regisseur:
- Serenity (2005)
- The Avengers (2012)
- Much Ado About Nothing (2012)
- Avengers: Age of Ultron (2015)

Schrijver:
- Buffy the Vampire Slayer (1992)
- Speed (1994)
- Toy Story (1995)
- Alien: Resurrection (1997)
- Titan A.E. (2000)
- X-Men (2000)
- Serenity (2005)
- The Avengers (2012)
- The Cabin in the Woods (2012)

### Televisie
Regisseur:
- Buffy the Vampire Slayer (1997-2003) (tevens bedenker van serie)
- Angel (1999-2004) (tevens bedenker van serie)
- Firefly (2002-2003) (tevens bedenker van serie)
- The Office (2007)
- Dollhouse (2009-2010) (tevens bedenker van serie)
- Glee (2010)

Schrijver:
- Roseanne (1989)
- Parenthood (1990)
- Buffy the Vampire Slayer (1997-2003)
- Angel (1999-2004)
- Firefly (2001-2002)
- Dollhouse (2009-2010)

Acteur:
- Buffy the Vampire Slayer (1997)
- Angel (2001)
- Firefly (2003)
- Veronica Mars (2005)

## Strips
In zijn jeugd was Whedon al fanatiek lezer van Amerikaanse strips. Terwijl zijn televisieseries liepen heeft hij enkele strips geschreven die aansloten bij deze series. Na het eindigen van zijn televisieseries heeft Whedon zich meer op het schrijven van strips gericht. In 2007 had hij groot succes met de voortzetting van de televisieserie Buffy the Vampire Slayer in stripboekvorm, Buffy the Vampire Slayer: Joss Whedon's Season 8 en is hij ook een voortzetting van de serie Angel, het stripboek Angel: After the Fall, begonnen.

### Fray
In 2001 schreef Whedon zijn eerste stripverhaal, Fray. Fray was een reeks stripboeken over de jonge "slayer" Melaka Fray, die zich afspeelde in de verre toekomst (23e eeuw) van de werkelijkheid van de televisieserie Buffy. (Deze werkelijkheid wordt door Whedon en fans vaak het "Buffyverse" genoemd. Dit is een samentrekking van de woorden "Buffy" en "universe".) In 2003 rondde Whedon de stripreeks af, maar in 2007 heeft hij op Comic-Con gezegd van plan te zijn er iets nieuws mee te gaan doen.

### Tales of the Slayers & Tales of the Vampires
Daarna schreef Whedon een aantal korte verhalen voor het stripboek Tales of the Slayers (2001), een stripboek met een verzameling losstaande korte verhalen, zich afspelende in het "Buffyverse", over een aantal verschillende slayers door de geschiedenis. Een van de verhalen die Whedon schreef ging over Fray. Whedon schreef ook mee aan het vergelijkbare Tales of the Vampires (2004), een verzameling korte verhalen in het "Buffyverse" over verschillende vampieren door de geschiedenis.

### Angel: Long Night’s Journey
Samen met Brett Matthews, Whedons assistent bij Angel en schrijver bij Firefly, schreef hij het stripboek, Angel: Long Night's Journey (2001-2002), een verhaal over de personages uit de televisieserie Angel, dat zich tijdens het tweede seizoen van de serie afspeelt.

### Astonishing X-Men
Sinds 2004 schrijft Whedon de stripreeks Astonishing X-Men van Marvel, over de X-Men, figuren waar hij zelf al sinds zijn jeugd fan van is geweest. Op 26 december zal het laatste door hem geschreven album van deze reeks uit worden gebracht.
Een aspect van de verhaallijn van de film X-Men: The Last Stand lijkt sterk op een element uit Whedons stripverhaal Astonishing X-Men: een geneesmiddel voor mutaties. De wetenschapper die het geneesmiddel ontdekt in de film is Dr. Kavita Rao, hetzelfde als in het stripboek, hoewel de personages verder vrij veel verschillen. Whedons verhaal lijkt zelf weer veel op een aflevering uit 1993 van de X-Men-tekenfilm, genaamd "The Cure", geschreven door Mark Edward Edens.

### Serenity: Those Left Behind
In 2005 schreef Whedon samen met Brett Matthews de strip Serenity: Those Left Behind, een stripboek, dat de periode tussen de televisieserie Firefly en de bioscoopfilm Serenity overbrugt. Voor maart 2008 staat een nieuw stripboek gepland van Whedon en Matthews over de personages uit Firefly en Serenity, Serenity: Better Days genaamd.

### Buffy the Vampire Slayer: Joss Whedon's Season 8
In 2007 vervolgde Whedon ook het verhaal van de televisieserie Buffy the Vampire Slayer in stripvorm, in de stripreeks Buffy the Vampire Slayer: Joss Whedon's Season 8. Het verhaal gaat over de personages uit de televisieserie Buffy the Vampire Slayer en speelt zich af na afloop van deze serie. Deze reeks zal een afgerond verhaal vormen, van, volgens de planning, ongeveer vijftig albums. Wanneer Season 8 zal zijn afgelopen, zal Whedon een volgende reeks beginnen, Season 9.
Whedon schreef de eerste vijf albums en albums 10-11 en 16-17 zelf en zal ook de albums 18-19 en de laatste albums 35-40 schrijven. De overige albums van de reeks zullen door verschillende schrijvers worden geschreven. Whedon zal als uitvoerend producent optreden en de schrijvers begeleiden.
De reeks is tot nu toe een commercieel succes; het eerste album is de best verkochte strip in de geschiedenis van uitgever Dark Horse Comics. Er is ook erkenning van de artistieke kwaliteit van de reeks; het is onder andere in 2007 onderscheiden met de Eisner-prijs voor beste nieuwe stripreeks.

### Runaways
Whedon heeft in 2007 de Marvelreeks Runaways, over kinderen van schurken die besluiten superhelden te worden, van bedenker Brian K. Vaughan overgenomen. Hij heeft album 25 tot en met 30 geschreven. Brian K. Vaughan heeft op zijn beurt album 6 tot en met 9 van Whedons Buffy the Vampire Slayer: Joss Whedon’s Season 8 geschreven.

### Sugarshock!
Daarnaast heeft Whedon in 2007 ook nog de web-comic "Sugarshock!" geschreven. De strip gaat over Dandelion en de band Sugarshock en speelt zich ver in de toekomst af. De strip is gratis te lezen op de MySpace-pagina van Dark Horse Comics.

### Angel: After the Fall
Na het grote succes van Buffy the Vampire Slayer: Joss Whedon's Season 8 werd Whedon benaderd om Angel op een soortgelijke manier voort te zetten in stripvorm. In november 2007 is stripreeks Angel: After the Fall begonnen. Whedon zal bij deze reeks minder betrokken zijn (stripschrijver Brian Lynch zal de reeks schrijven), maar hij zal wel een begeleidende rol vertolken als uitvoerend producent.

## Mutant Enemy Inc.
Mutant Enemy Inc. is een door Joss Whedon opgerichte productiemaatschappij. De maatschappij heeft de drie televisieseries Buffy, Angel en Firefly geproduceerd. Whedon stond aan het hoofd van de maatschappij. Na het stopzetten van Angel werd Mutant Enemy Inc. opgeheven.
Na elke aflevering van een van deze series was het logo van Mutant Enemy Inc. te zien, een door Whedon zelf getekend bewegend monster.
Toen Buffy the Vampire Slayer tijdens het tweede seizoen succesvol werd, werd er bij Mutant Enemy Inc. druk gepraat over andere mogelijke producties. Whedon wilde een Disney-achtige tekenfilmmusical over Dracula voor in de bioscoop schrijven en regisseren, en een tweede Buffy-film produceren, ditmaal met de acteurs uit de televisieserie. De Buffy-schrijvers wilden ook materiaal uit een Buffy-aflevering uitwerken tot een komedie over twee kinderen die denken dat hun opa een vampier is, genaamd "Grampire". Er waren voorstellen voor maar liefst drie nieuwe series: Cheap Shots, een komedie over een low-budget horrorfilmmaatschappij, Alienated, over een door aliens ontvoerde man, en Angel, een spin-off over het Buffy-personage Angel, gespeeld door David Boreanaz. Van deze producten is alleen de Angel spin-off daadwerkelijk geproduceerd.